# 成島勇 (政治家)
成島 勇（なるしま いさむ、1891年 （明治24年）5月25日 - 1956年（昭和31年）2月11日）は、日本の農家、政治家。衆議院議員。

## 経歴
千葉県出身。成島巍一郎の三男として生まれ、成島あゑの養子となる。1915年、東北帝国大学農学科を卒業。台湾製糖会社に入社し、その後、帰郷して農業を営む。
富勢村会議員、千葉県会議員、富勢村長、郡農会議員、県販購利用組合特別議員などを務めた。1937年4月の第20回衆議院議員総選挙で立憲民政党所属で千葉県第一区から出馬して当選。その後、第22回総選挙まで連続3回の当選を果たした。1947年に公職追放となり
、同年の総選挙には妻の憲子が身代わり立候補した。
その他、農地開発営団設立委員、農林省委員、農商務省委員、日本進歩党民情部長、同政務調査会長、同総務委員会副会長、朝日乳業 (株) 取締役などを歴任した。

## 著書
- 『努力は実る』農村経済調査局、1941年。

## 親族
- 妻 成島憲子（衆議院議員）[7]